# Dasypolia vilarrubiae
Dasypolia vilarrubiae är en fjärilsart som beskrevs av Ramon Agenjo Cecilia 1945. Dasypolia vilarrubiae ingår i släktet Dasypolia och familjen nattflyn. Inga underarter finns listade i Catalogue of Life.